# Audi RS7

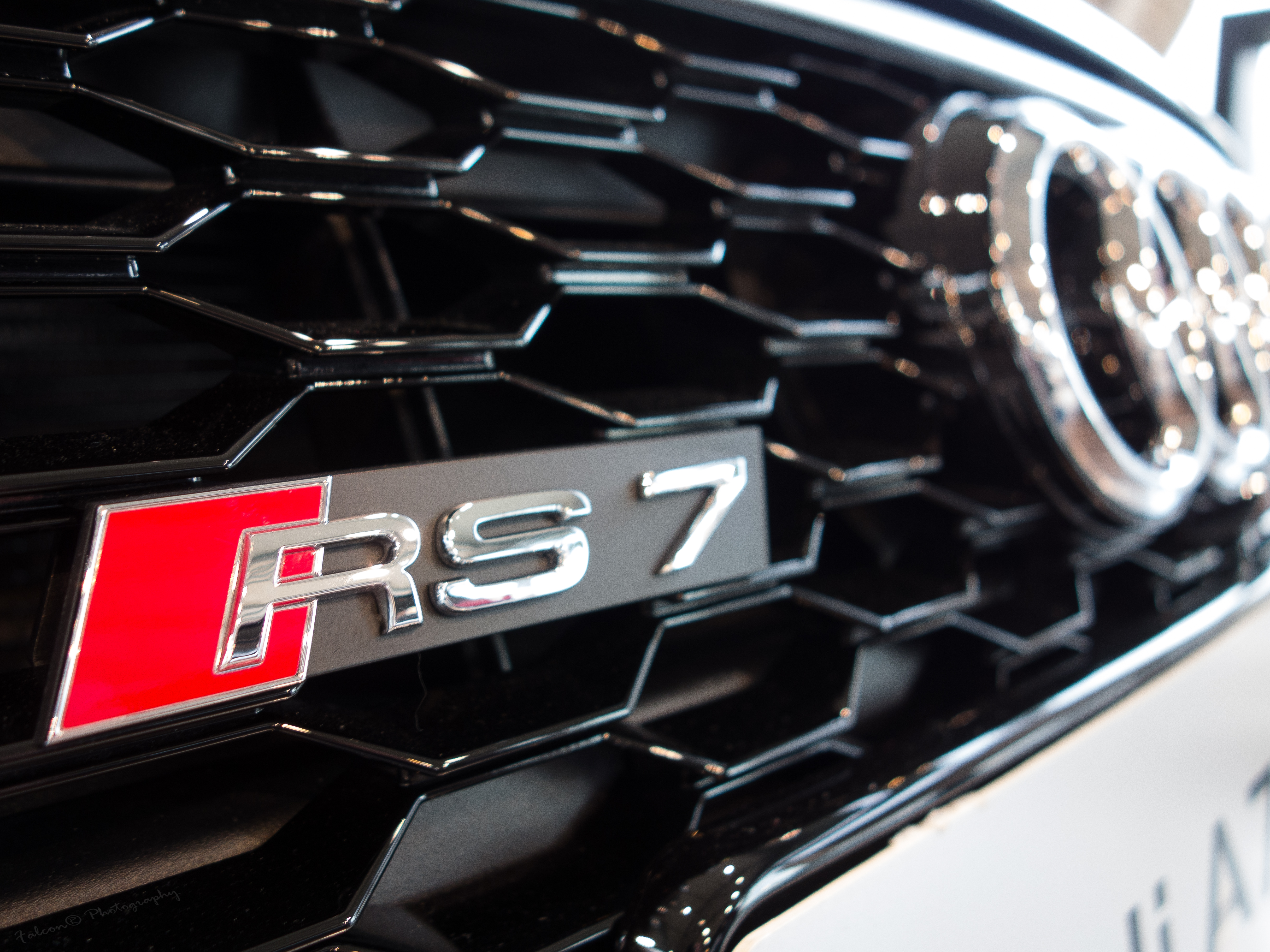
Шильдик RS 7 на решетке радиатора.

Audi RS 7 — спортивный пятидверный фастбэк класса Гран Туризмо выпускаемый подразделением Audi Sport GmbH на платформе Audi A7. Автомобиль был представлен 16 января 2013 года на Североамериканском международном салоне в Детройте.

## Отличительные особенности
Самая мощная и дорогая по цене спортивная версия модели представительского фастбэка Audi A7, характеристики которой равны автомобилю класса суперкаров (серия RS). Существует менее мощная спортивная версия Audi S7 (серия S).

## Общие сведения
RS7 оснащается би-турбированным бензиновым двигателем V8 объёмом 3993 см3. Мощность двигателя 560 л. с. (605 л. с. performance) Крутящий момент составляет 700 Нм при 1750 об/мин.
Автомобиль оснащён полным приводом quattro, на заднюю ось с активным дифференциалом в обычных условиях передается 60 % тяги, а на переднюю 40 %. Именно сбалансированное распределение крутящего момента на оси придает автомобилю устойчивость и стабильность на дороге. Audi RS7 Sportback performance оснащен адаптивной пневматической подвеской с регулируемым на 20 мм клиренсом.
Разгон от 0 до 100 километров в час занимает 3.9 секунды, у версии ''performance'' 3.7 сек. Максимальная скорость в зависимости от опции варьируется от 250 до 280 и 305 км/ч.

### Дизайн
Внешний дизайн автомобиля отличается от стандартной версии A7 и более мощной спортивной S7, спортивными воздухозаборниками спереди, серебристыми боковыми зеркалами заднего вида, фирменной выхлопной системой RS (опционально может оснащаться выхлопной системой Akrapovič), решетка радиатора «Singleframe» от Audi Sport GmbH дополненная логотипом quattro.

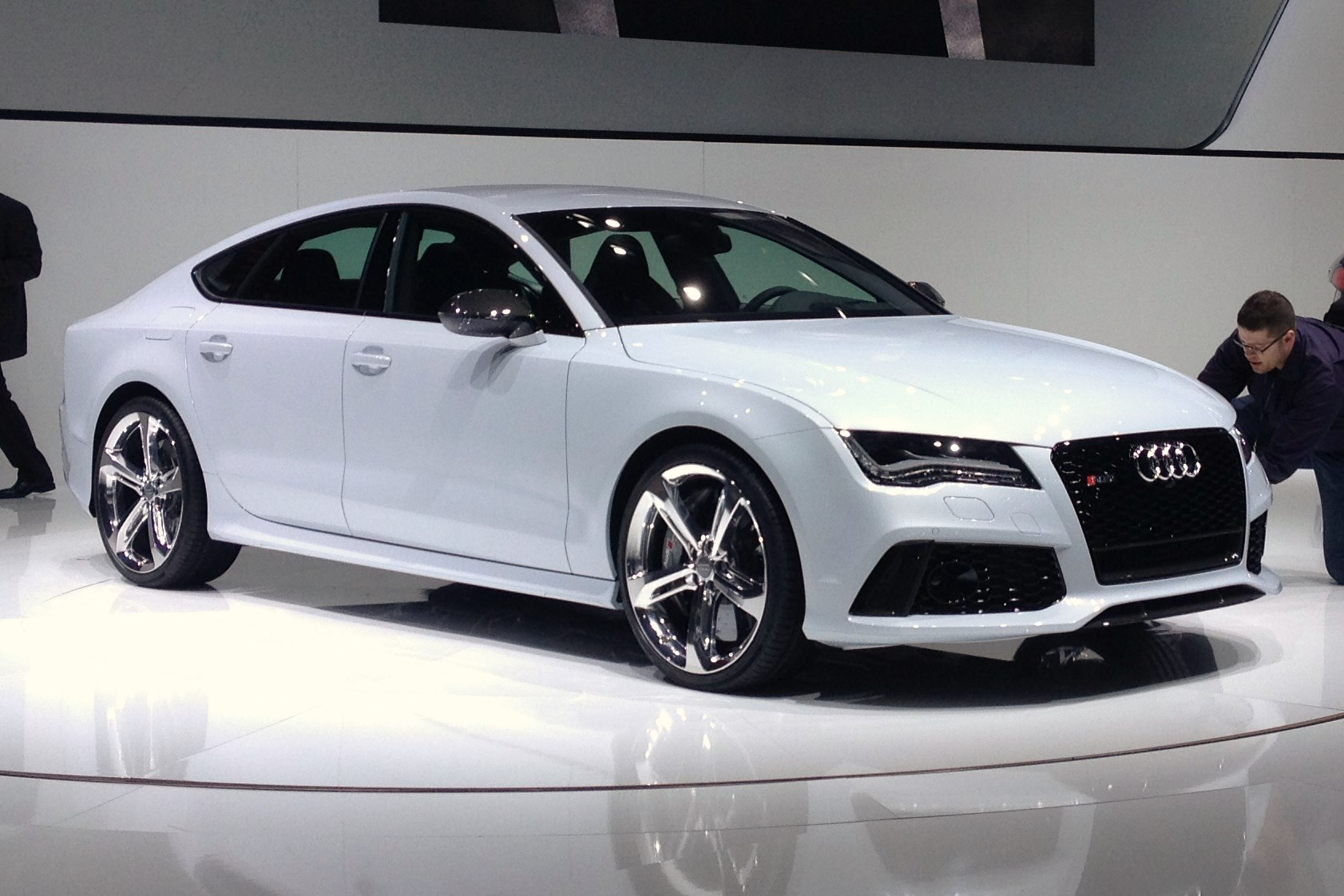
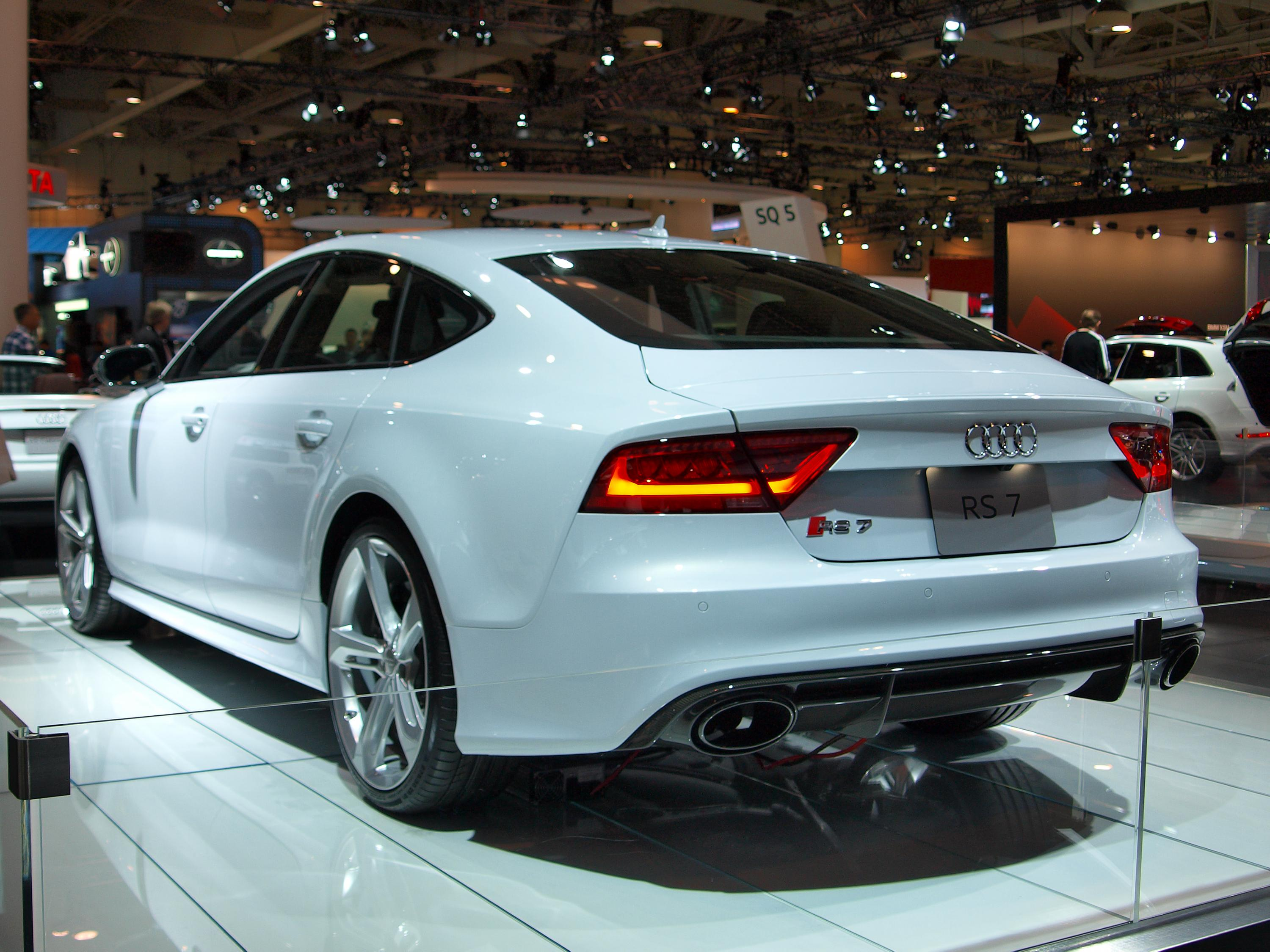
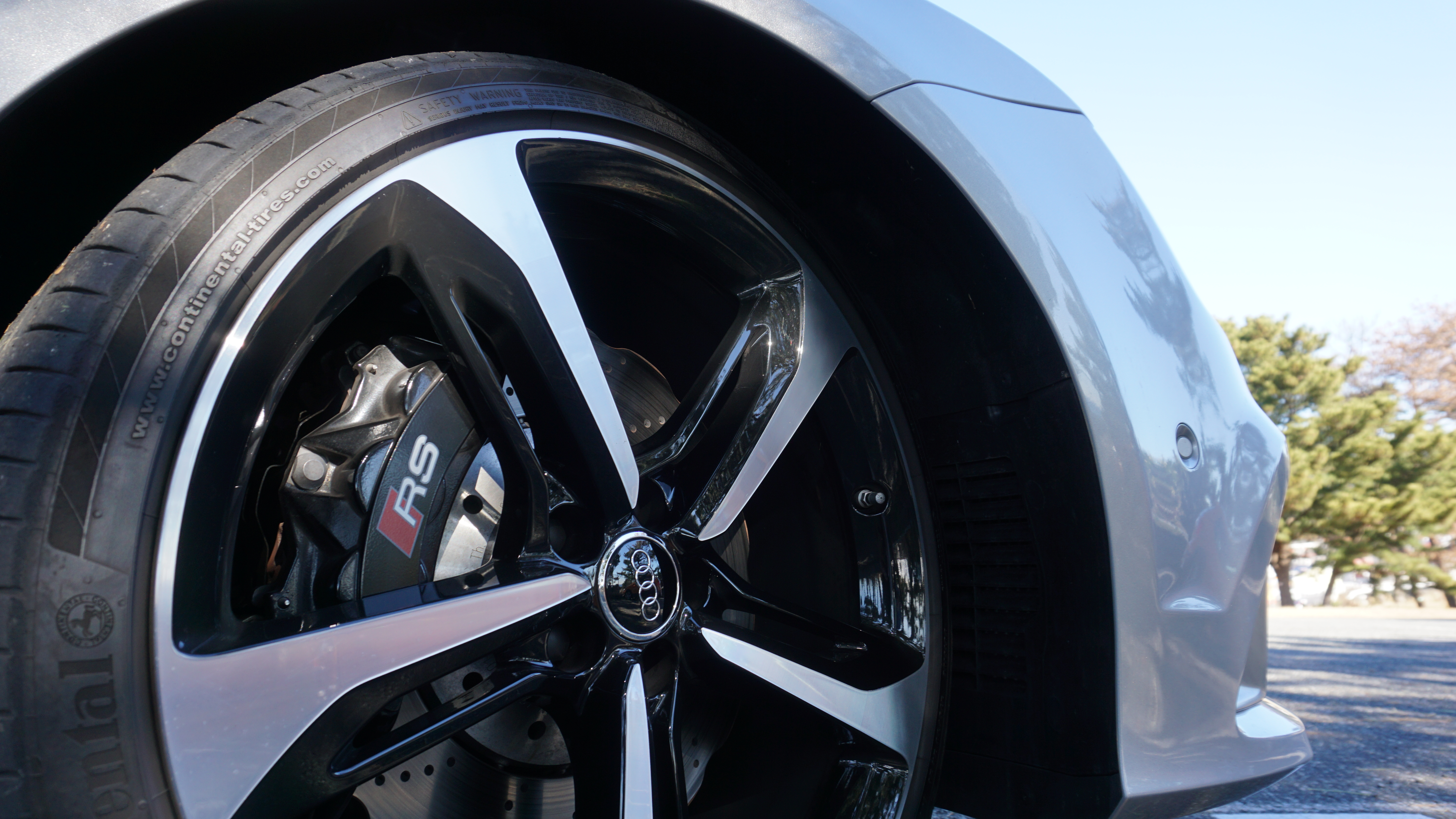
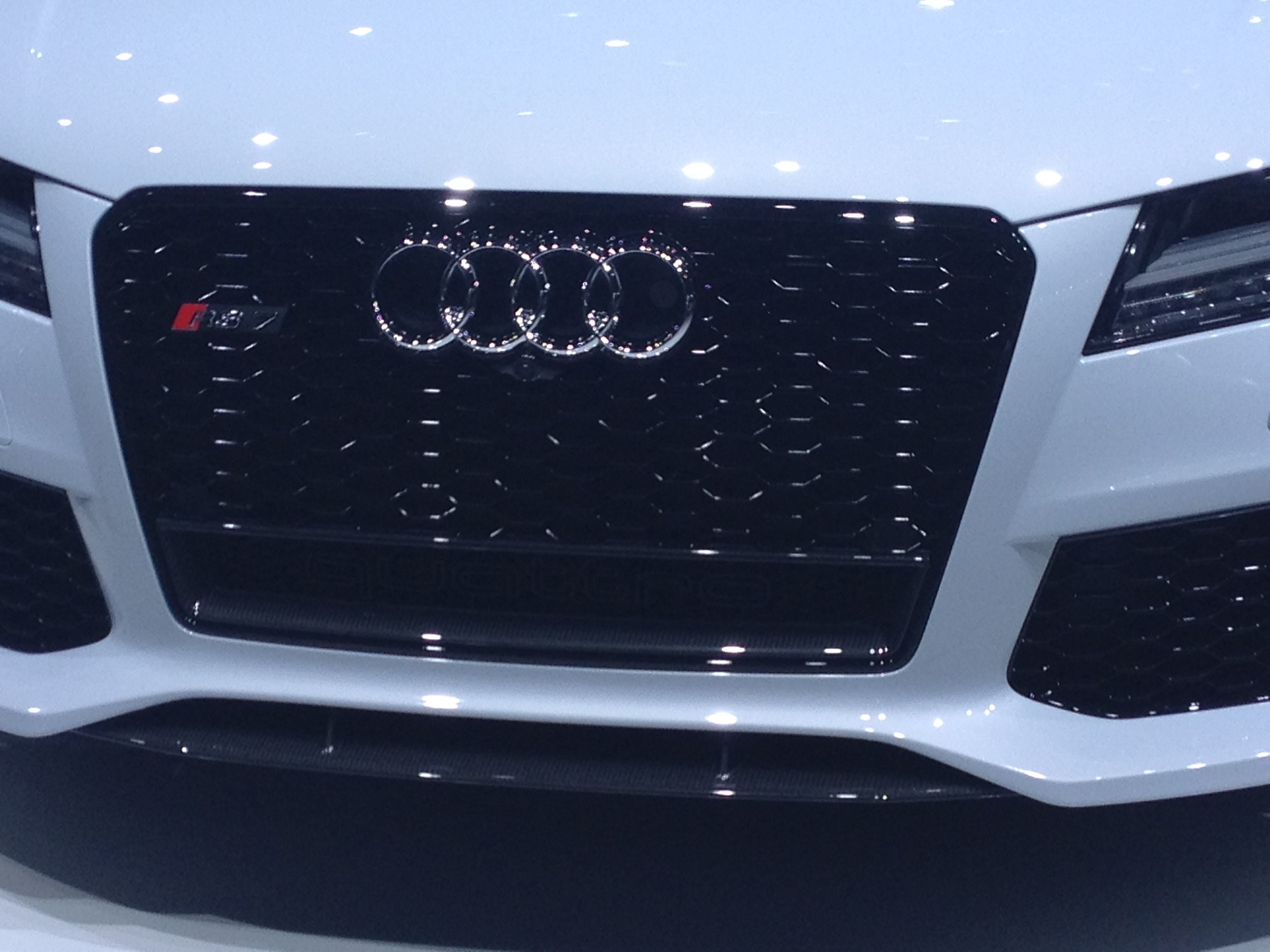
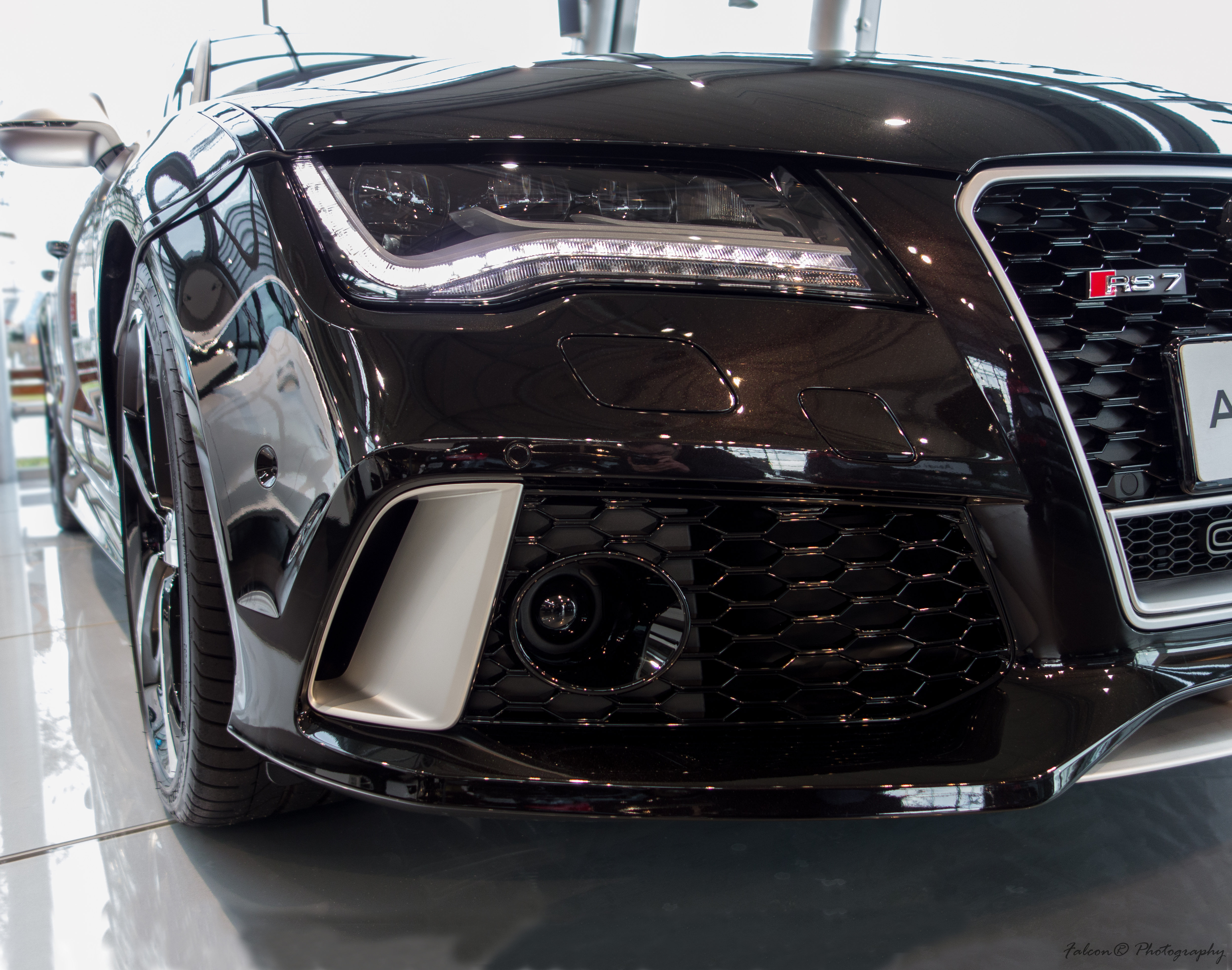

### Интерьер
Для обивки сидений и простора салона используется материалы из натуральной кожи и материалы из алькантары. В базовой комплектации RS 7 применяются материалы из карбона.

### Безопасность
Audi RS7 оснащается спортивной тормозной системой, может оснащаться керамическими тормозами, камерой заднего вида, фронтальными подушками безопасности, контроль устойчивости на дороге, сенсоры переднего и заднего вида, камер оповещения заднего вида.

## Рестайлинг 2016
В 2016 году был представлен RS 7 с обновленным дизайном (оптика, элементы кузова, колёсные диски). В дополнение к стандартной версии был добавлен ещё более мощный RS 7 performance. В рестайлинговой модели дизайнеры обновили переднюю часть автомобиля, появилась решётка радиатора иной формы, а также обновлённая передняя оптика. У владельцев обновлённой RS7 появилась возможность оснастить автомобиль матричной оптикой. Небольшой модификации подверглись задние светодиодные фонари. В интерьере изменения не столь значительны: изменились подрулевые лепестки, мультимедийная система получила обновление операционной системы до последней версии.

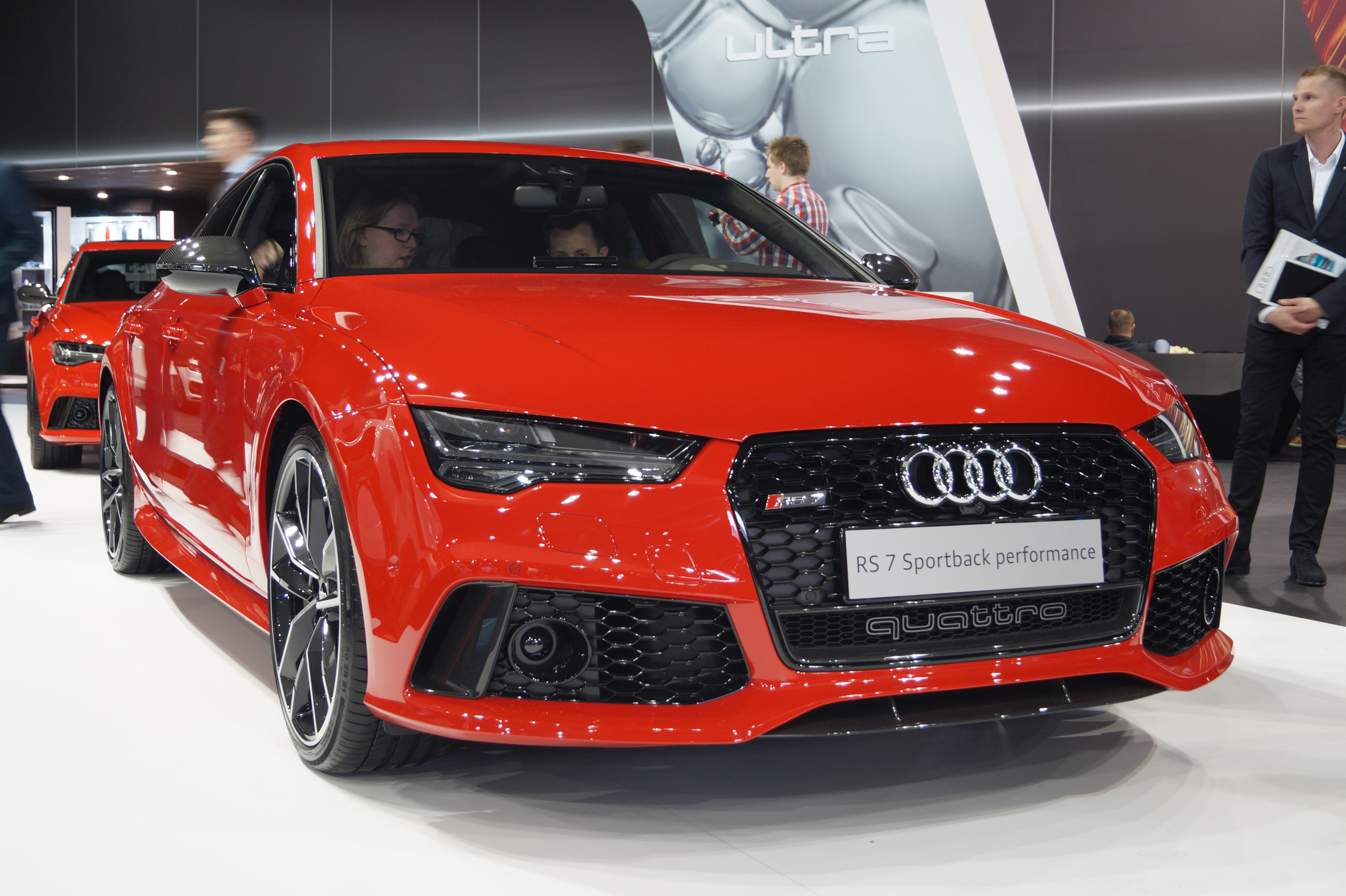
RS 7 Sportback performance
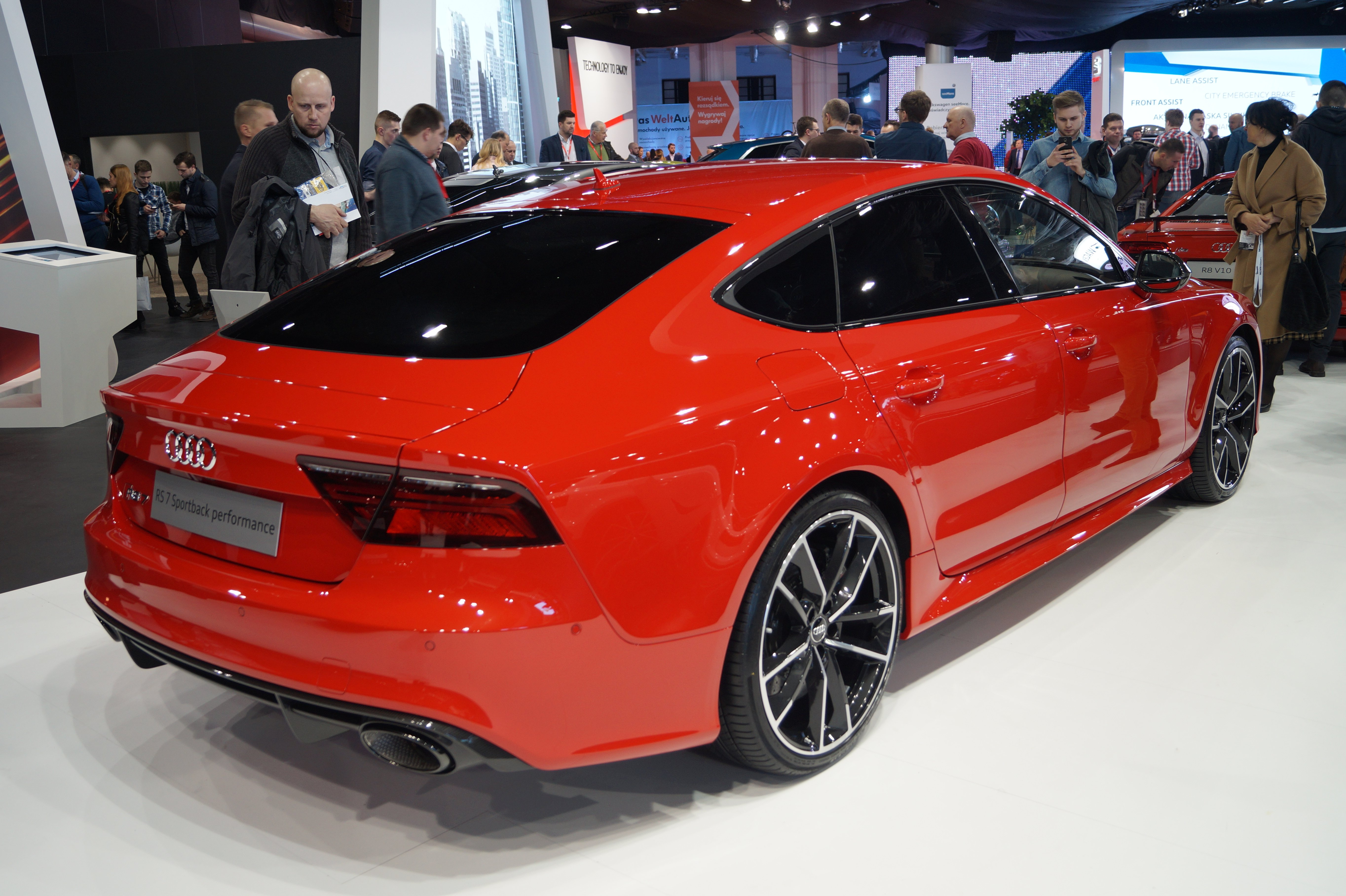
RS 7 Sportback performance

## Технические характеристики
| Характеристики                               | RS7                                     | RS7 performance                         |
| -------------------------------------------- | --------------------------------------- | --------------------------------------- |
| Объём двигателя                              | 3997 см3                                | 3997 см3                                |
| Максимальная мощность                        | 560 л. с. / 5700 об/мин                 | 605 л. с. / 6100 об/мин                 |
| Тип двигателя                                | V8 4.0 TFSI                             | V8 4.0 TFSI                             |
| Максимальный крутящий момент, Н·м при об/мин | 700 / 1750-6000                         | 700 / 1750-6000                         |
| Привод                                       | Полный привод (quattro)                 | Полный привод (quattro)                 |
| Коробка передач                              | Автоматическая 8 ступ. tiptronic        | Автоматическая 8 ступ. tiptronic        |
| Масса автомобиля                             | 2005 кг                                 | 2005 кг                                 |
| Объем багажника                              | 535 л                                   | 535 л                                   |
| Объем топливного бака                        | 75 л (прибл.)                           | 75 л (прибл.)                           |
| Максимальная скорость                        | опционально: 250 км/ч, 280 или 305 км/ч | опционально: 250 км/ч, 280 или 305 км/ч |
| Разгон 0 — 100 км/ч.                         | 3.9 сек.                                | 3.7 сек.                                |
| Тип топлива                                  | Бензин                                  | Бензин                                  |
| Городской цикл                               | 13.3 л./100 км                          | 13.3 л./100 км                          |
| Загородный цикл                              | 7.3 л./100 км                           | 7.3 л./100 км                           |
| Смешанный цикл                               | 9.5 л./100 км                           | 9.5 л./100 км                           |

## Audi RS 7 (C8)
Второе поколение было представлено в сентябре 2019 года. Двигатель V8 4,0 мощностью 600 л. с. 800 Нм, с технологией «мягкого гибрида». Разгон 0-100 км/ч равен 3,6 секундам. Макс. скорость 250 / 280 / 305 км/ч. 

### Audi RS7 Performance
RS7 Performance - более мощная версия RS7, выпускаемая с 2023 года.
Автомобиль оснащен 4,0-литровым двигателем V8 с двойным турбонаддувом, развивающим 630 лошадиных сил и 850 ньютон-метров крутящего момента.
Разгон до 100 км/ч – 3,3 секунды.

Максимальная скорость – 285 км/ч.

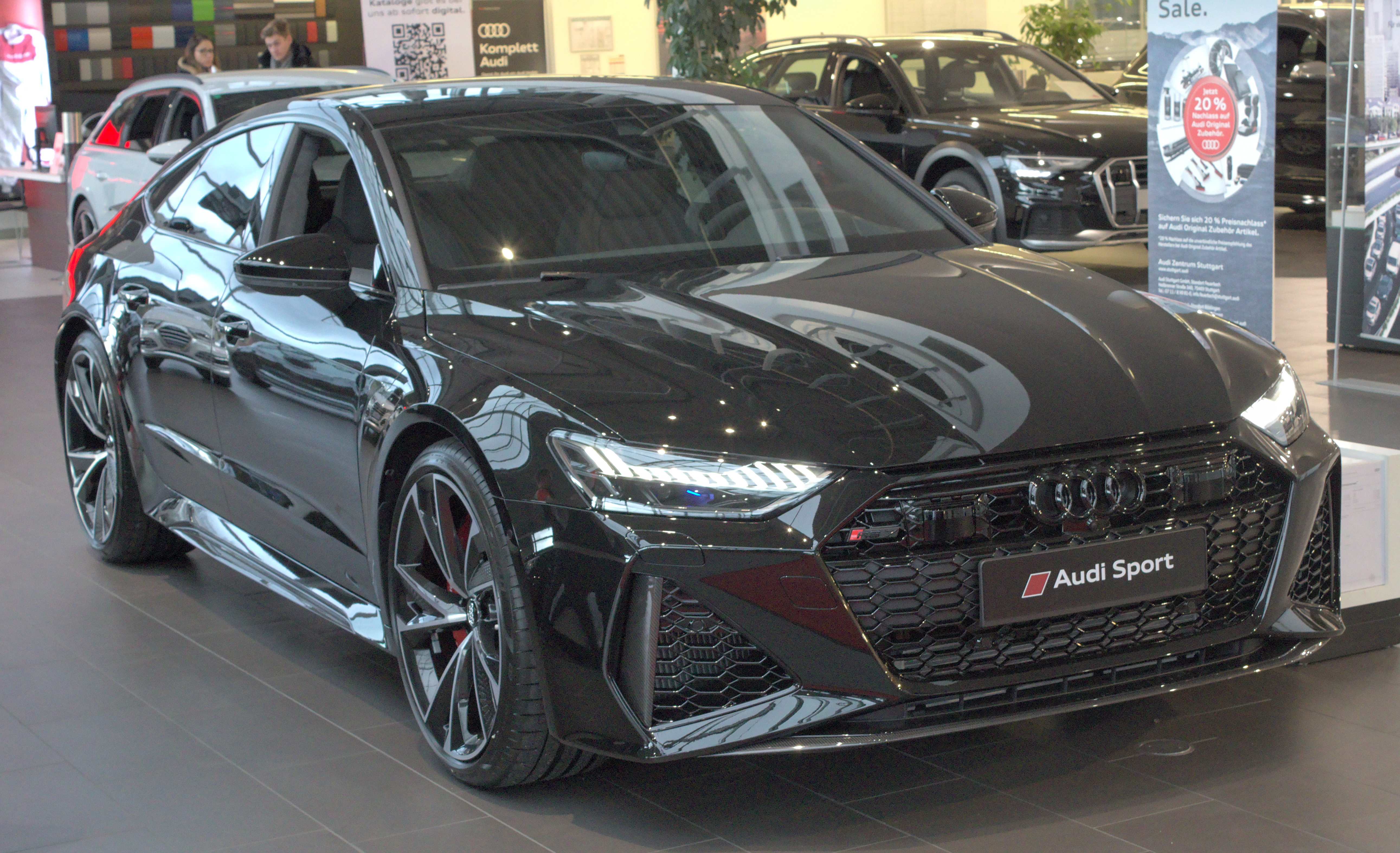
RS 7 Sportback
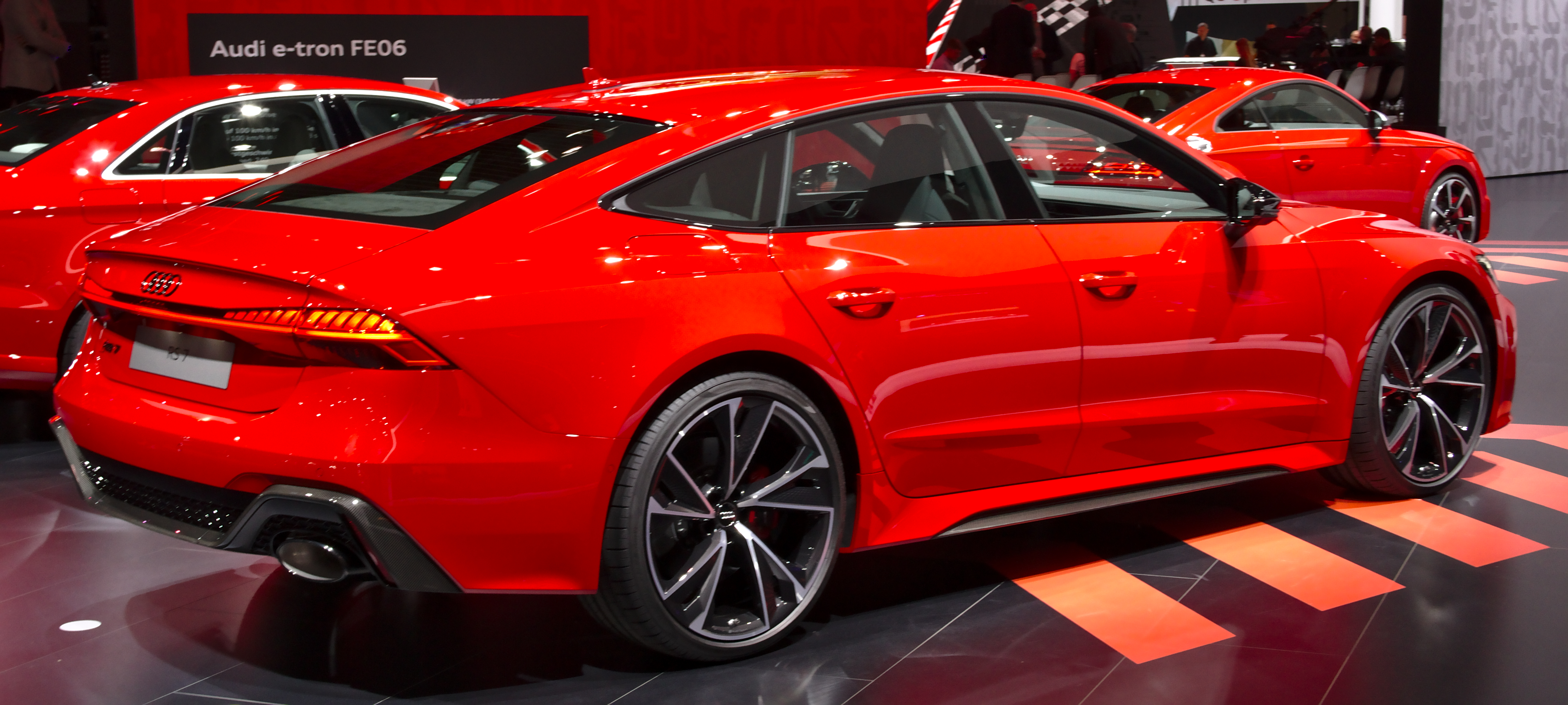
RS 7 Sportback